# James Chapin
James Paul Chapin (1889-1964) fue un biólogo y ornitólogo estadounidense.

## Biografía
Chapin fue uno de los ornitólogos fundamentales del siglo XX. Con tan solamente diecinueve años de edad, abandonó su hogar en Staten Island para asumir como segundo al mando de la expedición (comandada por Herbert Lang) por seis años, entre 1909 y 1915, al Congo Belga, enviada por el Museo Americano de Historia Natural. Se recibió de doctor en ciencias naturales por la Universidad de Columbia en 1919, y trabajó para el ya citado Museo Americano de Historia Natural durante un período de cincuenta y nueve años consecutivos. Residente habitual de Staten Island, durante su adolescencia, fue un asiduo y habitual colaborador en las publicaciones impresas por el Instituto para las Artes y Ciencias de Staten Island.

## Distinciones
Por sus publicaciones acerca de las aves del Congo, James Chapin recibió el galardón de la medalla Daniel Giraud Elliot, otorgada, en 1932, por la Academia Nacional de Ciencias de los Estados Unidos.

## Algunas publicaciones
- Descriptions of three new birds from the Belgian Congo (1915)
- Fresh-water fishes of the Congo Basin obtained by the American museum Congo expedition, 1909-15 (1917)
- Description of four new birds from the Belgian Congo (1921)
- The American Museum Congo Expedition collection of Insectivora (1922)
- Sciuridae, Anomaluridae, and Idiuridae collected by the American Museum Congo Expedition (1922)
- Contributions to the herpetology of the Belgian Congo based on the collection of the American Museum Congo Expedition, 1909-1915 (1923)
- The preparation of birds for study; instructions for the proper preparation of bird skins and skeletons for study and future mounting (1923)
- The macruran, anomuran and stomatopod crustaceans collected by the American Museum Congo Expedition, 1909-1915 (1926)
- The parasitic worms collected by The American Museum of Natural History Expedition to the Belgian Congo, 1909-1914 (1929)
- Birds of the Belgian Congo (1932–1954)
- Hyraxes collected by the American Museum Congo Expedition (1936)
- The future of the American Ornithologists' Union: a report to the members and friends of the A.O.U. (1942)

## Literatura
- Herbert Friedmann. In Memoriam: James Paul Chapin. En: The Auk 83 (2), 1966: 240–252